# Туризъм в Унгария
Туризмът в Унгария има дълга история, като през 2002 г. страната е тринадесетата най-посещавана от туристи държава в света. В периода между 2004 и 2005 г. туризмът е нараснал с почти 7 процента. Европейските посетители са повече от 98 на сто от туристите в Унгария. Австрия, Германия и Словакия имат най-голям брой посетители в страната. Най-много туристи идват с кола и остават за кратък период от време. В Унгария туристическият сезон е от април до октомври. Юли и август са най-добрите месеци за туризъм. Най-популярната туристическа дестинация е Будапеща.

## Туризъм в Будапеща
През 1990-те години Будапеща се превръща в една от най-популярните туристически атракции в Централна Европа. Сред забележителностите на града са замъка Буда, в който са разположени няколко музея, включително и на унгарската Национална галерия, църквата на Матиаш, сградата на парламента и градския парк. В града има много музеи, три опери и термални бани. Замъкът Буда, крайбрежните улици по река Дунав и целия булевард Андраши са признати за обект на Световното културно наследство на ЮНЕСКО.
В Унгария има около 1300 минерални извора, една трета от които се използват в спа центрове в цялата страна. В Унгария минералните води и спа културата са широко предлагани на туристите. Само Франция, Япония, България, Исландия и Италия имат подобен капацитет на термални извори. Унгарските минерални бани са използвани отпреди 2000 години за почистване, релаксация и облекчаване на болки. Римляните са първите, които използват термалните води през първи век, когато изграждат бани на брега на река Дунав. Будапеща се намира на геоложки разлом, който разделя хълмовете на Буда от равнините. Над 30 000 кубически метра от топло до пареща (21° до 76 °C) минерална вода извира от 118 термални извора и достига до градските термални бани. Будапеща е популярен курортен град още по време на римляните. Най-известните будапещенски спа-центрове са построени в началото на 19 век.
Под Будапеща има около двеста известни пещери, някои от които са отворени за посещения от туристи и са популярна туристическа атракция. В хълмовете на Буда има пещери, които са уникални с образуването си от термални води, издигнали се отдолу, а не от дъждовна вода. Палвелги – Сталактитената пещера е голям и внушителен лабиринт, открита през 1900 г., и е най-голямата от пещерите на хълмовете на Буда. Пещерата Землохеги няма сталактити и има по-малко объркващи и клаустрофобични пасажи от Палвелги. Стените в тази пещера, са покрити с преципитати, образували се от топлата вода, разтваряща минералните соли. Въздухът в пещерата е много чист и се използва като дихателен санаториум. Пещерата Матиаш е в покрайнините на града и има част, която се нарича „сандвич на смъртта“.

## Регионален туризъм
Езерото Балатон в Западна Унгария е най-голямото сладководно езеро в Централна Европа. Той е втората най-важната туристическа дестинация в Унгария. 2,5 милиона туристи посещават езерото през 1994 г. Други туристически атракции в страната включват спа-центрове, места за отдих през почивните дни и културни забележителности, като селата на голямата унгарска равнина и художествени произведения в Будапеща. Унгария има повече от 400 къмпинга и повече от 2500 km велосипедни алеи. Риболовът е много популярен в Унгария и почти половината от 130 000-те хектара реки и езера се използват от рибари. В страната има отлични възможности за наблюдение на птици,, както и конна езда и лов.

## Статистика
Повечето от посетителите в Унгария са на краткосрочна база (не се включват тези, които не ползват търговско настаняване и еднодневните посетители). Те са от следните държави:
| Място | Държава | 2015 г. | 2016 г. |
| ----- | ------- | ------- | ------- |
| 1     |         | 548,173 | 553,570 |
| 2     |         | 351,165 | 376,573 |
| 3     |         | 297,103 | 319,904 |
| 4     |         | 250,750 | 283,496 |
| 5     |         | 268,766 | 275,314 |
| 6     |         | 238,455 | 273,165 |
| 7     |         | 245,928 | 267,257 |
| 8     |         | 251,210 | 258,858 |
| 9     |         | 169,982 | 198,061 |
| 10    |         | 163,638 | 168,136 |